# Roberto Farias
Roberto Figueira de Farias (Nova Friburgo, 27 de março de 1932 — Rio de Janeiro, 14 de maio de 2018) foi um diretor brasileiro de cinema e televisão.

## Biografia
Irmão do ator Reginaldo Faria, teve um "s" adicionado ao seu sobrenome por erro do cartório. A mãe dele levava-o ainda bebê quando ia ao cinema. Entre uma mamadeira e outra, foi seu primeiro contato com o que se passava na tela. Aos 8 anos montava um "cineminha" na sua casa usando caixas de sapatos. Do cinema para a fotografia foi um pulo fácil e ele veio de Friburgo para cursar Belas Artes no Rio de Janeiro ou fazer Arquitetura, mas seu destino e preferência sempre foi o cinema. Em toda a sua carreira, Roberto foi assistente, montador, roteirista, produtor e distribuidor, mas nunca foi ator. Seus filhos Maurício Farias e Lui Farias também são cineastas.
O começo foi na Companhia Atlântida para onde foi levado por Watson Macedo para ser assistente de direção. A estreia foi no drama Maior que o Ódio, dirigido por José Carlos Burle. Fez quase dez filmes como assistente de direção ou de produção até estrear como diretor em 1957 com Rico Ri à Toa, uma chanchada estrelada por Zé Trindade em que além de dirigir, também foi o autor do roteiro e dos diálogos.
Em 1960, com o policial Cidade Ameaçada, ganhou vários prêmios e se tornou um dos mais respeitados cineastas brasileiros, posição que ele viria a sacramentar com O Assalto ao Trem Pagador, em 1962.
Na década de 1960 fundou com os irmãos a produtora R. F. Farias, uma das mais importantes do país. Tornou-se um diretor popular ao filmar a trilogia de filmes com Roberto Carlos, que começou em 1968 com Roberto Carlos em Ritmo de Aventura e terminou em 1971 com Roberto Carlos a 300 Quilômetros por Hora.
Roberto também foi presidente do Sindicato Nacional da Indústria Cinematográfica e o primeiro cineasta a dirigir a Embrafilme. Na TV Globo fez, em 1965, Câmara Indiscreta; mais tarde dirigiu as minisséries A Máfia no Brasil, As Noivas de Copacabana, Contos de Verão e Memorial de Maria Moura, além dos programas Você Decide, Brava Gente, Sob Nova Direção e Faça a Sua História.
Roberto Farias morreu no Rio de Janeiro em 14 de maio de 2018, aos 86 anos, durante uma internação para tratamento contra um câncer.

## Filmografia

### Cinema
| Ano  | Título                                    |
| ---- | ----------------------------------------- |
| 1957 | Rico Ri à Toa                             |
| 1958 | No Mundo da Lua                           |
| 1960 | Cidade Ameaçada                           |
| 1961 | Um Candango na Belacap                    |
| 1962 | Assalto ao Trem Pagador                   |
| 1963 | Selva Trágica                             |
| 1965 | A Pedra do Tesouro                        |
| 1966 | Toda Donzela Tem um Pai que É uma Fera    |
| 1968 | Roberto Carlos em Ritmo de Aventura       |
| 1970 | Roberto Carlos e o Diamante Cor-de-Rosa   |
| 1971 | Roberto Carlos a 300 Quilômetros por Hora |
| 1973 | O Fabuloso Fittipaldi (documentário)      |
| 1982 | Pra frente, Brasil                        |
| 1986 | Os Trapalhões no Auto da Compadecida      |

### Televisão
| Ano  | Título                  |
| ---- | ----------------------- |
| 1984 | A Máfia no Brasil       |
| 1992 | As Noivas de Copacabana |
| 1993 | Contos de Verão         |
| 1993 | Menino do Engenho       |
| 1994 | Memorial de Maria Moura |
| 1995 | Decadência              |

## Prêmios
- Homenagem ao realizador e actor Roberto Farias no VI Festival Internacional de Cinema do Funchal, 2011
- Kikito de melhor filme no Festival de Gramado por Pra Frente, Brasil, em 1982.
- Kikito de melhor montagem no Festival de Gramado por Pra Frente, Brasil, em 1982.
- Prêmio Ofício Católico Internacional no Festival de Berlim por Pra Frente, Brasil,  em 1982.
- Prêmio C.I.C.A.E. de melhor filme, no Festival de Berlim por Pra Frente, Brasil.
- Prêmio da Crítica no Festival Íbero-Americano de Huelva, por Pra Frente, Brasil.
- Prêmio do Centro Cine Alex Vianny por Pra frente, Brasil, em 1982.
- Prêmio de melhor filme no Festival de Goiânia por Toda donzela tem um pai que é uma fera, em 1966.
- Prêmio de melhor filme no Festival de Arte Negra do Senegal, por Assalto ao trem pagador, em 1962.
- Prêmio de melhor filme no Festival da Bahia por Assalto ao trem pagador, em 1962.
- Prêmio Saci de melhor roteiro, conferido pelo jornal O Estado de S. Paulo, por Assalto ao trem pagador, em 1962.
- Prêmio Valores Humanos no II Festival de Arte Cinematográfica de Lisboa, por Assalto ao trem pagador, em 1962.
- Prêmio de melhor filme e melhor diretor no Festival de Marília, por Cidade ameaçada, em 1960.
- Prêmio Tribunascope e Prêmio Governador do Estado de São Paulo de melhor filme por Cidade ameaçada, em 1960.
- Prêmio Governador do Estado de São Paulo de melhor diretor, por Cidade ameaçada, em 1960.
- Homenagem no 14º Grande Prêmio do Cinema Brasileiro em 2015